# Assieraad
Een assieraad is een sieraad waarin de as van een overledene is verwerkt.
Dat kan op meerdere manieren. 
- Verwerkt in het metaal van het sieraad
- Verpakt in een holte van het sieraad, meestal zichtbaar. Dit noemt men meestal een askamer. Meestal worden askamers verlijmd voor extra bescherming.
- Samengeperst tot een klein diamantje van puur as van de overledene of gemengd met koolstof.

Assieraden zijn er in veel soorten en maten. De meest gebruikte materiaalsoorten zijn goud, zilver en edelmetaal (chirurgisch staal). 